# Inscenizator
Inscenizator – osoba ustalająca koncepcję wystawienia utworu literackiego, założenia treściowe, plastyczne i sytuacyjne przedstawienia teatralnego, programu telewizyjnego. Nadaje ostateczny kształt tekstowi literackiemu.
Zdarza się, że reżyser i inscenizator jest tą samą odpowiadającą za całość przedstawienia, ale tylko w niektórych sytuacjach. Pierwszym w Polsce inscenizatorem był Stanisław Wyspiański.